# Uscana terebrator
Uscana terebrator är en stekelart som beskrevs av Gennaro Viggiani 1996. Uscana terebrator ingår i släktet Uscana och familjen hårstrimsteklar. Inga underarter finns listade i Catalogue of Life.